# 舞-乙HiME Zwei角色列表
以下可能包含原著舞-乙HiME的人物但Zwei沒出現。

## 風花王國
（  Windbloom Kingdom）
周邊各國當中，殘留著地球時代的技術的「世界學問的中心」。王家代代相傳的GEM為「蒼天之青玉」。藍本為英國。
夢宮·亞里香（　Arika Yumemiya）
聲優：菊地美香
擁有GEM・稱號：蒼天之青玉（Blue Sky Sapphire）起源：風花王國
主人：風花王國女王－真白·布蘭·杜·溫德布倫
本作品主角，同時也是隕石擊破者。在第一話與真白大吵一架後，喪失「二次物質化」的能力。
在第四話與真白盡釋前嫌而恢復「二次物質化(二次物質極限化)」的能力。
真白·布蘭·杜·溫德布倫（　Mashiro Blan de Windbloom）
聲優：野上尤加奈
擁有GEM：蒼天之青玉（Blue Sky Sapphire）、海神之翠玉（Neptune Emerald）
契約的乙HiME：夢宮·亞里香、妮娜·翁
風花王國女王，在第一話時，與黑谷同時消失。因為推動撤銷「勞動者最低薪資保障法案」等事情而與亞里香鬧得不愉快，後來真白叫夏樹回加爾迪羅貝的時候，因為不救受困的人民而與愛莉卡大吵一架。
在第四話與亞里香盡釋前嫌而恢復「二次物質化」的能力，並且以海神之翠玉與妮娜訂下契約。
命（貓）（　Mikoto）
聲優：清水愛
真白女王之寵物，正體是貓神大人─命的「眼」。
第四話的時候幫助亞里香通過暴風雨來到貓神山。
葵（  Aoi Senoh）
聲優：新谷良子
真白女王的女僕人，因為在原作因為保護真白而自願跳下懸崖，在風花事變後繼續擔任真白女王女僕人。

### 貓神山
（  Black valley）
即原本的黑谷，再度回到現世時，改名為「國立公園·貓神山」，位於風花市附近的沙漠地帶。受隕石帶來的威脅，與真白、命及其他的居民再次消失於現世。
鴇羽舞衣（　Mai Tokiha）
聲優：中原麻衣
擁有GEM・稱號：炎綬之紅玉（Fire String Ruby）起源：日邦格
主人：貓神大人－命
原為日本將軍之家的公主，現於貓神山經營名叫「貓神拉麵」的拉麵店。在第一話時，與黑谷同時消失。
貓神大人－命（　Mikoto）
聲優：清水愛
擁有GEM：炎綬之紅玉（Fire String Ruby）
契約的乙HiME：鴇羽舞衣
居住在黑谷，自稱貓神大人的少女，是唯一的水晶HiME，喜歡舞衣煮的飯，常常黏著舞衣。現為貓神山的貓神大人，與舞衣一起監督Schwarz的成員。在第一話時，與黑谷同時消失，因為某種原因沉睡中。（夢話：我已經吃不下了...舞衣。）
Ribbon chan（　Ribbon Chan）
聲優：栗林美奈實
Schwarz的女孩，在舞衣的拉麵店幫忙。後來受到妮娜等乙HiME的影響，立志成為乙HiME。

## Bühne自治區·加爾迪羅貝學園
（  德文Bühne，指舞台；德文Garderobe，指劇場的後臺）
風花王國境內，面積小、擁有自治權、以乙HiME養成機構「加爾迪羅貝學園」為中心所構成的獨立國家。

### 五柱
是真祖二三所認同的Meister乙HiME，在眾多乙HiME之中擁有最高級別的實力。主人皆為真祖—二三·姬野。
五柱·一之柱
莎拉·加拉格（　Sara Gallagher）
聲優：澤城美雪
擁有GEM・稱號：銀河之藍玉（Galacticamarine）起源：愛瑞斯共和國
主人：真祖—二三·姬野
傳說中的五柱之一，是舞衣的後輩，活躍於出身地愛瑞斯共和國，特殊能力為隱形。
第四話中幫忙擊倒位於風花王國的Child。
五柱·二之柱
夏樹·庫魯格（　Natsuki Kruger）
聲優：千葉紗子
擁有GEM・稱號：冰雪之銀水晶（Ice Silver Crystal）起源：庫魯格伯邊境領 （页面存档备份，存于）　
主人：真祖—二三·姬野
加爾迪羅貝學園長兼Bühne自治區元首，亦是五柱之一。
五柱·三之柱
靜留·維奧拉（　Shizuru Viola）
聲優：進藤尚美
擁有GEM・稱號：嬌嫣之紫水晶（Bewitching Smile Amethyst）起源：風花王國
主人：真祖—二三·姬野
五柱之一，輔佐夏樹的角色，也是受到後輩所憧憬的、才色兼備的Meister乙HiME。
第一話時，在調查隕石坑的時候遭敵人石化。
五柱·四之柱
茱麗葉·奈緒·張（　Juliet Nao Zhang）
聲優：南里侑香
擁有GEM・稱號：破絃之尖晶石（Break String Spinel）起源：阿爾泰公國
主人：真祖—二三·姬野
五柱之一，與詩帆·尤伊是死對頭，常叫她捲捲頭。
在前二話獨立行動。在第三話中與妮娜一同前往阿爾泰的遺跡，但後來被真白之金剛石石化。
五柱·五之柱
瑪雅·布萊絲（　Mahya Blythe）
聲優：小林由美子
擁有GEM・稱號：伶踴之螢石 （Swirling Dance Fluorite）起源：卡迪亞帝國（不確定）
主人：真祖—二三·姬野
傳說中的五柱之一，愛阻礙小茜與和也的戀情。攻擊方式是拿一對沙鈴控制沙子製作成的大型怪獸攻擊對手。
第四話中幫忙擊倒位於阿爾泰的Child。
真祖
二三·姬野（　Fumi Himeno）
擁有GEM・稱號：真白之金剛石（Mashiro naru Kongōseki）
被稱為真祖的、史上第一名的乙HiME，於十二王戰爭時代突然出現，為戰爭畫上休止符的傳說般的人物，作為乙HiME們力量的泉源，長眠在加爾迪羅貝靈廟的「真祖之間」，擔任著生產GEM的「母體」的角色。主人是貌似真白的一位少女，於舞-乙HiME 0～S.ifr開頭有那名少女對他進行認證的畫面。
於第一話，供奉在真祖之間的真白金剛石被偷走了。

### 學員人員和學生
瑪莉亞·葛蕾斯伯（　Maria Graceburt）
聲優：松岡洋子
擁有GEM・稱號：久遠之碧玉（Eternal Recurrence Jasper）起源：古羅繆勒斯
主人：真祖—二三·姬野
現役最高齡的乙HiME，學園教師兼夏樹的監察人，風花事變後，兼任亞里香的「補習老師」，其物質化後會變成年輕的樣子，且頭髮會變成金色。
在第一話中被入侵學園的敵人石化。
紫子·修坦貝格（　Yukariko Steinberg）
聲優：井上喜久子
擁有GEM・稱號：幻惑之琉璃（Dazzling Mirage Lapis Lazuli）起源：佛羅倫斯
主人：真祖—二三·姬野
任職加爾迪羅貝學園教師的Meister乙HiME。
陽子·海倫娜（　Yohko Helene）
聲優：木村亞希子
於加爾迪羅貝地下研究室從事GEM研發的科學家兼保健醫生，現在也是GAL及依琳娜的上司。
GAL（　GAL）
聲優：井上喜久子
黑谷的其中一人，是半機器人，說話夾雜英文，善於處理情報，現為加爾迪羅貝的研究員，被稱為「GAL教授」。
依琳娜·伍茲（　Irina Woods）
聲優：比嘉久美子
亞里香以前的同班同學，現在是加爾迪羅貝的研究員，擔任陽子老師的助手。
愛爾絲汀·霍（　Erstin Ho）
聲優：栗林美奈實
愛莉卡以前的同班同學，因為要讓真白女王投降，而召喚出奴獸，最後遭妮娜擊破。
於第四話中以回想模式登場。

## 愛瑞斯共和國
（  Aries Republic）
擁有整個星球上最強的經濟能力，唯一罷黜君主制、執行共和制的經濟大國，王家代代相傳的GEM為「珠洲之黃玉」藍本為美國。
雪之·克利桑德（  Yukino Chrysant）
聲優：能登麻美子
擁有GEM：珠洲之黃玉（Continental Orb Topaz）起源：愛瑞斯共和國
契約的乙HiME：遙·阿米特吉
愛瑞斯共和國的大總統，相當受人民愛戴，被稱為「愛瑞斯的智慧」。常稱遙為「小遙」（在公眾場合時，遙會不希望這樣被叫），非常相信遙。
遙·阿米特吉（  Haruka Armitage）
台譯：遙·亞米緹治　聲優：柚木涼香
擁有GEM・稱號：珠洲之黃玉（Continental Orb Topaz）
主人：愛瑞斯共和國大總統—雪之·克利桑德
愛瑞斯共和國軍准將兼雪之大總統的乙HiME，在第一話率領眾乙HiME前往擊破隕石時擔任隊長。雖然個性急躁，但重要時候非常有氣魄，相當受人民愛戴，被稱為「愛瑞斯的靈魂」。在第一話時也有協助擊破隕石，第二話時被石化。
千繪·海拉德（  Chie Hallard）
台譯：千繪·海拉德　聲優：斎賀みつき
擁有GEM・稱號：？（unnamed，一顆藍色的GEM）
主人：愛瑞斯共和國中校—勃曼中校（波曼准將）
真白女王的女僕－葵的摰友，現於出身地愛瑞斯共和國工作。在第二話時協助打倒敵人。
勃曼中校（波曼准將）（ ）
聲優：新垣樽助
擁有GEM：不清楚，有4顆（分別為藍色、粉紅色、紅色、綠色）
契約的乙HiME：有四人，其中一人是千繪·海拉德，其他三人則是愛瑞斯共和國維和部隊隊員。
巴·瑪格麗特（已敗）（  Tomoe Marguerite）
聲優：田中理恵
擁有GEM・稱號：詛咒之黑曜石（呪詛之黒曜石）起源：阿爾泰公國
主人：女武神真祖
在Zwei中和垣·石上一起競選愛瑞斯共和國總統的人，非常暴力。
亘·石上（  Wattarl・Ishigarmin）
聲優：三木眞一郎
在Zwei中和巴·瑪格麗特一起競選愛瑞斯共和國總統的人，被巴·瑪格麗特踢下去的人，他是個魔術師。以前好像是畫頭像速寫的。

## 阿爾泰公國
（  Altai dukedom）
位於風花王國北方的強大軍事國家。藍本為俄羅斯聯邦。
凪·戴·阿爾泰（ Nagi·Dai·Altai）
聲優：石田彰
擁有GEM：漆黑之金鋼石（Ultimate Black Diamond）
契約的乙HiME：妮娜·翁
阿爾泰公國的前任大公，現正在牢獄之中。由之前（本篇）盜出的古文獻中知道關於乙HiME被石化這件事的一點內幕。
著有「Nagi's Smile Diary」一書，目前已經寫到第十二本了（其實就是他的日記）。
第四話時原本想用作戰方法跟夏樹交換條件，沒想到事成之後，夏樹的電話就不通了……
```
之前真白喜歡過他
```

妮娜·翁（  Nina Wáng）
聲優：小清水亞美
擁有GEM・稱號：漆黑之金鋼石（Ultimate Black Diamond）→海神之翠玉（Neptune Emerald）　起源：阿爾泰公國
主人：阿爾泰大公—颯·戴·阿爾泰→風花王國女王－真白·布蘭·杜·溫德布倫
因為對亞里香的嫉妒心，而使漆黑之金鋼石有了反應，因而變成漆黑之金鋼石的主人，但在原著最後被打敗。
於第三話和奈緒一起前往阿爾泰的遺跡，但在最後被不明力量彈到黑谷（貓神山）的湖中遺跡裡。
第四話中為了守護自己想守護的事物而用在遺跡拾獲的GEM海神之翠玉與真白公主締結契約，而這個命運的安排也再次的將三人（真白、亞里香、妮娜）的命運藉由GEM緊緊繫在一起，成為了生命共同體。
謝爾蓋·翁（  Sergay Wáng）
聲優：小西克幸
因被颯·戴·阿爾泰開槍射中大腦，失去記憶，現在正和妮娜住在一起。

## 卡迪亞帝國
（  Cardair Empire）
與佛羅倫斯自古對立的國家，王家代代相傳的GEM為「瑰麗之縞瑪瑙」藍本為巴比倫王國（及羅馬帝國）。
和也·克勞捷克（  Cazya·Crauzec）
聲優：堀江一真
擁有GEM：清戀之孔雀石（Pure Heart Malachite）
契約的乙HiME：茜·索瓦娑
卡迪亞帝國的新任皇帝。但實際上只是個傀儡皇帝，連討論「戰略乙HiME限制公約」的會議都不能參加。
茜·索瓦娑（  Akane Soir）
聲優：岩男潤子
擁有GEM・稱號：清戀之孔雀石（Pure Heart Malachite）起源：卡迪亞帝國
主人：卡迪亞帝國皇帝—和也·克勞捷克
現為卡迪亞帝國的乙HiME，在第一話時也有協助擊破隕石。雖然受到瑪雅重重阻撓，但還是不放棄跟與他相愛的和也做那件事。
在第四話時幫助擊倒位於卡迪亞的Child。

## 佛羅倫斯
（  Florince）
王家代代相傳的GEM為「清戀之孔雀石」與「螺旋之蛇紋石」，藍本為義大利。
查理夏爾洛八世（  Charles Guinel Roy d'Florince VIII ）
聲優：岩尾萬太郎
擁有GEM：清戀之孔雀石（Pure Heart Malachite）→深淵之翡翠（Abyssal Green Jadeite）、螺旋之蛇紋石（Spiral Spin Serpentine）
契約的乙HiME：羅莎麗·克勞迪爾、詩帆·尤伊
佛羅倫斯國王，在風華事變戰爭中被颯威脅的國王。
羅莎麗·克勞迪爾（  Rosalie Claudel ）
聲優：高橋美佳子
擁有GEM·稱號：清戀之孔雀石（Pure Heart Malachite）→深淵之翡翠（Abyssal Green Jadeite）起源：佛羅倫斯
主人：佛羅倫斯國王—查理夏爾洛八世
原是清戀的孔雀石的擁有者但因茜與和也私奔而又用深淵的翡翠再次定下契約。
在第一話時也有協助擊破隕石。講話時習慣在重點處一個字一個字的念。
第四話時幫助擊倒位於佛羅倫斯的Child。
詩帆·尤伊（  Shiho Huit）
聲優：野川櫻
擁有GEM·稱號：螺旋之蛇紋石（Spiral Spin Serpentine）起源：佛羅倫斯
主人：佛羅倫斯國王—查理夏爾洛八世（接替羅莎麗·克勞迪爾的職位）
出身卡迪亞帝國的乙HiME，羅莎麗退任後會接替她的位置。遇到討厭的人就用「捲捲」（一種詛咒）對付，連舞器也是虎捲人偶。
第四話時幫助擊倒位於佛羅倫斯的Child。

## 羅繆勒斯同盟王國
（  United Kingdom of Lutesia）
Lutesia同盟王國有羅繆勒斯和萊姆斯兩國。

### 羅繆勒斯
（ Lutesia Romulus，古羅馬之建國者）
羅繆勒斯國王（  Carla Bellini）
擁有GEM：稱號：雷鳴之柘榴石（Rumbling Thunder Garnet）
契約的乙HiME：卡拉·Bellini
羅繆勒斯國王，一個長髮男子，在風華事變戰爭中愛瑞斯共和國的友盟國家國王。
卡拉·Bellini（  Carla Bellini）
台譯：卡拉　聲優：淺井清己
擁有GEM·稱號：雷鳴之柘榴石（Rumbling Thunder Garnet）起源：羅繆勒斯
主人：羅繆勒斯國王
是在風華事變戰爭中愛瑞斯共和國的友盟國家乙HiME，與舞衣同期。
在第一話時也有協助擊破隕石。
在第四話中幫助擊倒位於羅繆勒斯同盟王國國境的Child。

### 萊姆斯
（ Lutesia Remus，羅繆勒斯的弟弟）
羅繆勒斯·萊姆斯女王（  Lutesia Remus）
擁有GEM：絢爛之頑火輝石（Flowery Splendour Enstatite）
契約的乙HiME：羅拉·比安琪
萊姆斯女王，一個中年女子，在風華事變戰爭中被颯威脅的女王。
羅拉·比安琪（  Laula Bianchi）
聲優：井上喜久子
擁有GEM·稱號：絢爛之頑火輝石（Flowery Splendour Enstatite）起源：萊姆斯
主人：萊姆斯國女王—羅繆勒斯·萊姆斯女王
外型相當像男生的乙HiME，與舞衣同期。
在第一話時也有協助擊破隕石。
在第四話中幫助擊倒位於羅繆勒斯同盟王國國境的Child。

## 安南
（ Annam 安南，指越南）
王家代代相傳的GEM為「慧命之藍銅礦」，藍本為越南。
Nyugen Bao（  Nyugen Bao）
聲優：宮下榮治
擁有GEM：慧命之藍銅礦（Infinite Wisdom Azurite）
契約的乙HiME：艾因·Lu
安南的國王，在風華事變戰爭中愛瑞斯共和國的友盟國家國王。
艾因·Lu（  Anh Lu）
聲優：新谷良子
擁有GEM·稱號：慧命之藍銅礦（Infinite Wisdom Azurite）起源：安南
主人：安南國王
是在風華事變戰爭中愛瑞斯共和國的友盟國家乙HiME。
在第一話時也有協助擊破隕石。
第四話中幫助擊倒位於安南的Child。
如果喝酒的話，會變的跟平時穩重的形象相當不同，失去理性。

## 日邦格
（：Zipang，指日本）
藍本為日本。
鴇羽巧海頭忠賴（  Tokiha Takumi no Kami Tadayori）
聲優：高橋裕吾
鴇羽舞衣的親弟弟，目前擔任日邦格君主。
常常被人說太愛做好人了。

## 黑谷
（  Aswad，阿拉伯文，指「黑」）
亦正亦邪的族群，12王戰爭簧風琴的力量使他們都患有一種病，早死。
碧（  Midori）
聲優：田村ゆかり
控制獸（子獸）：愕天王
是黑谷的首領，也是陽子的同學，常說我永遠保持17歲。
黎人（  Rad）
聲優：関俊彦
控制獸（子獸）：？
在卡迪亞一役受了重傷，是陽子的愛人。

## 黑團
（  Schwartz）
藍本為香港。
是個邪惡的團體。風花事變後，交由黑谷（貓神山）管理。
約翰・史密斯（  John・Smith）
聲優：内田直哉
是黑團的首領，也是暗中幫助颯的人，被謝爾蓋·翁殺死。

## 其他
深優（  Miyu）
聲優：淺井清己
在原著扮演著相當重要的角色，世世代代守候著艾利莎小姐的人，肩膀上那隻金色小鳥好像是有著艾莉莎小姐基因的鳥，可使出『月神黃金之劍』，以及打開引導星，解除乙式契約的人造人。
在第一話時，為了調查被艾莉卡擊破的隕石物質，而遭石化。
艾莉莎·西爾斯 （ Alyssa）
是深優世世代代保護的人與家族，她是蕾娜·賽雅斯祖母以及亞里香的曾祖母，和她有血緣的人頭髮都會發出金色的光，深優背上的黃色小鳥好像就有艾莉莎小姐的基因。
迦具土（ Kagutsuchi）
因真祖的力量而復活的Child之一。被一把劍插在嘴上，外表貌似一條龍。後來嘴中的劍被舞衣拔了出來，變成了一隻具有翅膀可飛行的小貓，舞衣將它抓回來後，被貓神山收容。

## 外部連結
- 維基百科(日) 舞-乙HiME （页面存档备份，存于）
- 維基百科(英) 舞-乙HiME （页面存档备份，存于）